# کولون تانگ
کولون تانگ (به لاتین: Kowloon Tong) یک محله در جمهوری خلق چین است که در هنگ کنگ واقع شده‌است.